# Ewa Samel
Ewa Samel (* 6. Juli 1986 in Polen) ist eine österreichische Politikerin der Sozialdemokratischen Partei Österreichs (SPÖ). Seit dem 24. November 2020 ist sie Abgeordnete zum Wiener Landtag und Mitglied des Wiener Gemeinderates.

## Leben
Ewa Samel besuchte nach der Volksschule ab 1996 ein Bundesrealgymnasium, wo sie 2004 maturierte. Anschließend begann sie ein Studium der Rechtswissenschaften an der Universität Wien, das sie 2013 als Magistra abschloss. 2019 promovierte sie dort mit einer Dissertation zum Thema Das Arbeiterkammerwahlrecht: Strukturfragen und ausgewählte Probleme der Arbeiterkammer-Wahlordnung in Bezug zur Nationalrats-Wahlordnung zur Doktorin der Rechtswissenschaften.
Samel gehörte von 2015 bis November 2020 als Bezirksrätin der Bezirksvertretung im Wiener Gemeindebezirk Simmering an, von März bis November 2020 fungierte sie dort auch als Klubobfrau. Am 24. November 2020 wurde sie in der konstituierenden Sitzung der 21. Wahlperiode als Abgeordnete zum Wiener Landtag und Mitglied des Wiener Gemeinderates angelobt, wo sie stellvertretende Vorsitzende im Gemeinderatsausschuss für Kultur und Wissenschaft wurde.